# Bilal Ould-Chikh
Bilal Ould-Chikh (Roosendaal, 28 juli 1997) is een Marokkaans-Nederlands betaald voetballer die als vleugelspeler speelt. Hij komt sinds juli 2025 uit voor Raja Casablanca. Ould-Chikh debuteerde in 2014 op zestienjarige leeftijd in de Eredivisie voor FC Twente. Hij kwam daarna uit voor Benfica, FC Utrecht, Denizlispor, ADO Den Haag en FC Volendam.

## Clubcarrière
Ould-Chikh kwam via de jeugdopleidingen van achtereenvolgens Feyenoord, RBC Roosendaal en Willem II in 2012 bij FC Twente terecht. Hij speelde er in de B1 en de A1 en tekende in juli 2013 een driejarig opleidingscontract. Op 17 maart 2014 debuteerde Ould-Chikh op zestienjarige leeftijd in de Eerste divisie, in een wedstrijd van Jong FC Twente tegen FC Eindhoven. Hij viel na 74 minuten in voor Alvin Daniels. In de weken daarna had hij een basisplaats n op 6 april 2014 scoorde hij twee keer in een met 2-1 gewonnen wedstrijd tegen De Graafschap. Op 3 mei 2014 debuteerde Ould-Chikh op zestienjarige leeftijd in de Eredivisie, als invaller in een wedstrijd van FC Twente tegen PEC Zwolle. In de voorbereiding op seizoen 2014/15 werd hij toegevoegd aan de eerste selectie van de club. Ould-Chikh speelde zestien wedstrijden voor FC Twente, waarin hij één keer scoorde.
Ould-Chikh tekende in juli 2015 een contract tot medio 2020 bij Benfica. Dat betaalde circa € 1.250.000,- voor hem. Zodra hij vijftien wedstrijden zou spelen voor Benfica, zou Twente € 250.000,- extra krijgen. Zover kwam het niet. Ould-Chikh haalde bij Benfica nooit het eerste. In plaats daarvan speelde hij in anderhalf jaar twaalf keer in het tweede team, waarvan elf als invaller.
Op 1 maart 2017 werd bekend dat het contract van Ould-Chikh bij Benfica was ontbonden. Hij trainde vanaf die dag mee bij FC Utrecht, waar hij in juni 2017 een tweejarig contract tekende. Hij maakte op 13 juli 2017 zijn debuut voor de Utrechters. In de Europese wedstrijd tegen Valletta FC viel hij in de 88e minuut in voor Gyrano Kerk. In de eerste maanden bij zijn nieuwe club kwam hij vooral uit voor Jong FC Utrecht in de Eerste divisie.
Op 31 januari 2019 verbond hij zich voor anderhalf jaar aan Denizlispor. Het Turkse avontuurlijk liep niet uit op een succes en hij kon aan het eind van zijn eerste seizoen weer vertrekken. In de voorbereiding van het seizoen 2019/20 was hij op proef bij Vitesse. Dat besloot hem geen contract aan te bieden. Vervolgens ging Ould-Chikh op proef meetrainen bij ADO Den Haag en daar kreeg hij wel een contract aangeboden. Hij tekende voor twee jaar. Na het aflopen van zijn contract in 2021 zat hij enige tijd zonder club. 

### FC Volendam

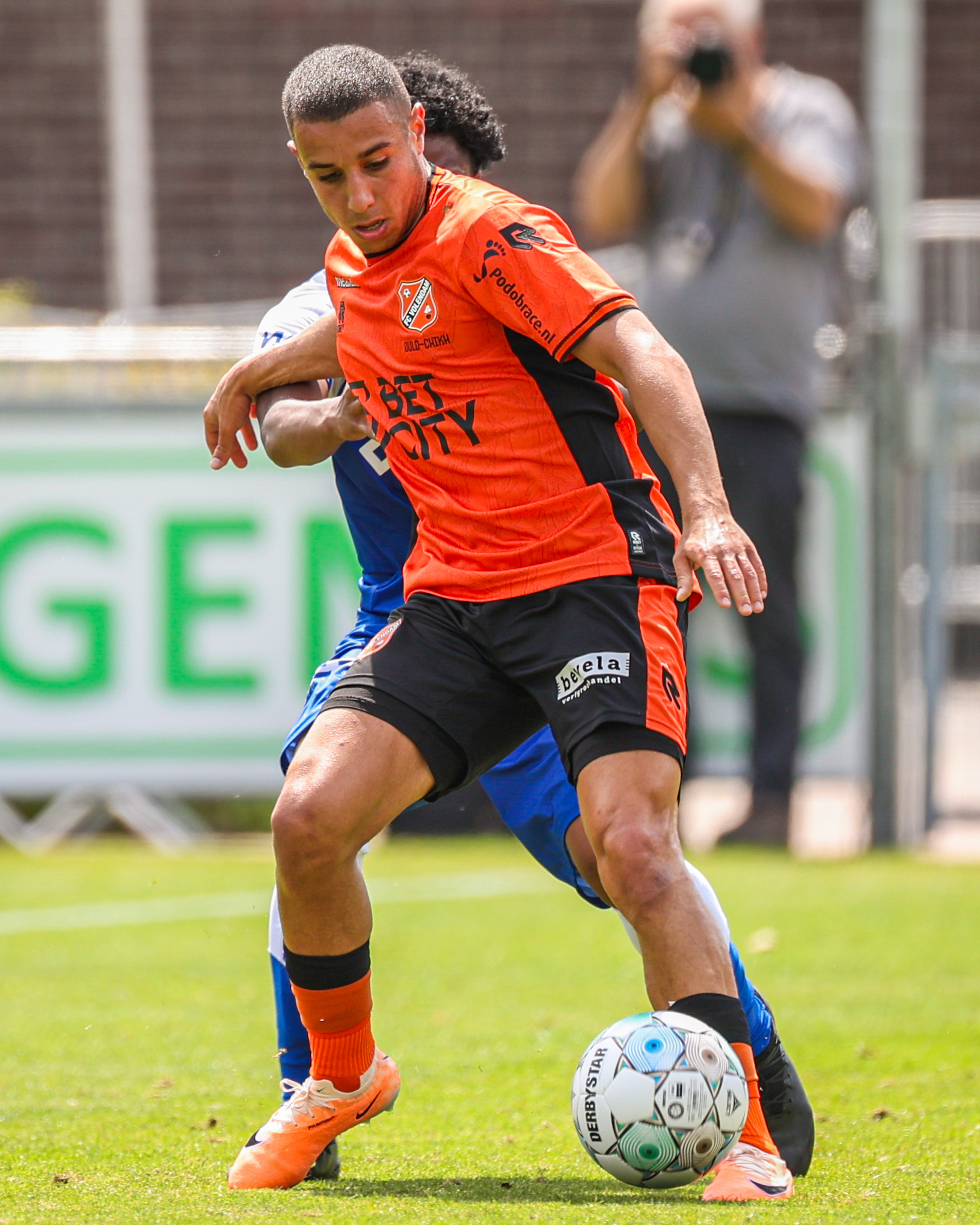
In actie bij FC Volendam in 2023

Ould-Chikh trainde vanaf november 2021 mee bij FC Volendam, de ploeg van zijn jongere broer Walid Ould-Chikh. Hij wist de technische staf te overtuigen van zijn voetballende kwaliteiten en tekende op 31 december 2021 een contract voor anderhalf jaar bij deze club, met de optie voor nog een seizoen. Met Volendam promoveerde hij in 2022 naar de Eredivisie, nadat hij in een halfjaar tot 3 goals in 15 wedstrijden kwam. In juni 2022 werd zijn contract opengebroken en verlengd tot medio 2025.
Zijn tweede seizoen bij het andere oranje werd overschaduwd door meerdere disciplinaire schorsingen. Desondanks was hij wel een aantal keren belangrijk voor de ploeg en was hij trefzeker in de wedstrijden tegen SC Cambuur en FC Emmen. Na een derde disciplinaire schorsing in april kwam hij het restant van het seizoen niet meer in actie. In de voorbereiding van het seizoen 2023/24 sloot hij weer aan bij de eerste selectie. In de openingswedstrijd tegen Vitesse mocht Ould-Chikh van trainer Matthias Kohler in de basis beginnen en gaf hij na tien minuten spelen een voorzet op Robert Mühren waaruit de openingstreffer viel. In de eerste vier competitieduels was Ould-Chikh goed voor drie assists. In de laatste wedstrijd voor de winterstop maakte hij zijn eerste doelpunt van het seizoen, uit bij sc Heerenveen. 
Sinds eind maart 2024 was Ould-Chikh uit de roulatie door een rugblessure, maar het was lang onduidelijk wat er precies aan de hand was. Na de voorlaatste wedstrijd van FC Volendam in het Eredivisie-seizoen maakte de vleugelspeler zelf via sociale media bekend wat de oorzaak was, namelijk een goedaardige tumor in zijn onderrug. Aan het einde van het seizoen 2023/24 werd Ould-Chikh verkozen tot speler van het jaar.
In het seizoen 2024/25 blonk Ould-Chikh uit op de flankpositie en sloot hij het seizoen af als speler met de meeste assists in de Eerste divisie. In maart 2025 bracht FC Volendam het nieuws naar buiten dat Ould-Chikh's aflopende contract niet verlengt zal worden, omdat de club hem 'een welverdiende volgende stap gunt'. Hij speelde precies honderd officiele wedstrijden voor de club.

## Clubstatistieken
| Seizoen         | Club            | Competitie      | Competitie | Competitie | Beker | Beker | Europees | Europees | Totaal | Totaal |
| Seizoen         | Club            | Competitie      | Wed.       | Dlp.       | Wed.  | Dlp.  | Wed.     | Dlp.     | Wed.   | Dlp.   |
| --------------- | --------------- | --------------- | ---------- | ---------- | ----- | ----- | -------- | -------- | ------ | ------ |
| 2013/14         | FC Twente       | Eredivisie      | 1          | 0          | 0     | 0     | —        | —        | 1      | 0      |
| 2013/14         | Jong FC Twente  | Eerste divisie  | 7          | 2          | 0     | 0     | —        | —        | 7      | 2      |
| 2014/15         | FC Twente       | Eredivisie      | 15         | 1          | 2     | 0     | 1        | 0        | 18     | 1      |
| 2014/15         | Jong FC Twente  | Eerste divisie  | 11         | 0          | 0     | 0     | —        | —        | 11     | 0      |
| 2015/16         | Benfica B       | Segunda Liga    | 12         | 0          | 0     | 0     | —        | —        | 12     | 0      |
| 2016/17         | Benfica         | Primeira Liga   | 0          | 0          | 0     | 0     | —        | —        | 0      | 0      |
| 2017/18         | FC Utrecht      | Eredivisie      | 3          | 0          | 1     | 0     | 1        | 0        | 5      | 0      |
| 2017/18         | Jong FC Utrecht | Eerste divisie  | 11         | 1          | 0     | 0     | —        | —        | 11     | 1      |
| 2018/19         | Denizlispor     | TFF 1. Lig      | 11         | 1          | 0     | 0     | —        | —        | 11     | 1      |
| 2019/20         | ADO Den Haag    | Eredivisie      | 13         | 0          | 0     | 0     | —        | —        | 13     | 0      |
| 2020/21         | ADO Den Haag    | Eredivisie      | 14         | 0          | 2     | 0     | —        | —        | 16     | 0      |
| 2021/22         | FC Volendam     | Eerste divisie  | 15         | 3          | 0     | 0     | —        | —        | 15     | 3      |
| 2022/23         | FC Volendam     | Eredivisie      | 17         | 2          | 2     | 0     | —        | —        | 19     | 2      |
| 2023/24         | FC Volendam     | Eredivisie      | 25         | 2          | 1     | 0     | —        | —        | 26     | 0      |
| 2024/25         | FC Volendam     | Eerste divisie  | 38         | 4          | 2     | 1     | —        | —        | 40     | 5      |
| Carrière totaal | Carrière totaal | Carrière totaal | 193        | 16         | 10    | 1     | 2        | 0        | 205    | 17     |

Bijgewerkt t/m 1 juli 2025

## Interlandcarrière
Ould-Chikh kwam met het Nederlands voetbalelftal onder 17 uit op het Europees kampioenschap van 2014. Hij scoorde op dit toernooi in de groepswedstrijd van Nederland tegen Turkije. In de verloren finale tegen Engeland werd hij na 76 minuten gewisseld voor Dani van der Moot. Met het Nederlands voetbalelftal onder 19 kwam hij een jaar later uit op het Europees kampioenschap van 2015.
Na zijn transfer naar Benfica raakte hij uit beeld. Zijn laatste wedstrijd speelde hij in november 2015. In 2016 accepteerde hij een uitnodiging voor het Marokkaans voetbalelftal onder 20, dat op dat moment getraind werd door Mark Wotte. Benfica gaf hem echter niet vrij voor de twee oefenduels waarvoor hij uitgenodigd was.

## Erelijst
Denizlispor
| Competitie | Aantal | Jaren   |
| ---------- | ------ | ------- |
| TFF 1. Lig | 1x     | 2018/19 |

## Privé
Ould-Chikh is geboren in Roosendaal, maar zijn ouders zijn afkomstig uit Bni Bouayach, een dorp in het noorden van Marokko.
Zijn broertje Walid Ould-Chikh is eveneens profvoetballer.